# 王晓晖
王晓晖（1962年8月—），男，汉族，吉林长岭人，中华人民共和国政治人物。
曾任中共中央宣传部常务副部长、中央文明办主任、国家电影局局长等职；现任中共四川省委书记、四川省人大常委会主任。他还是中共第十九届、第二十届中央委员。

## 生平

### 中央宣传部
王晓晖毕业于吉林大学法学院，1986年毕业后分配到中共中央宣传部工作，此后36年他从未离开过中央宣传部。在中共中央宣传部，历任宣传教育局副处长、处长、助理巡视员，政策法规研究室副主任，舆情信息局局长，理论局局长，中宣部副秘书长兼理论局局长。
2009年7月，升任中共中央宣传部副部长。曾兼任中央建设学习型党组织工作协调小组办公室主任。2010年12月，王晓晖担任中宣部新闻发言人。2014年1月，兼任中共中央政策研究室副主任。
2017年2月，任中央政策研究室常务副主任（正部长级）、中央宣传部副部长。2018年1月，任中共中央宣传部常务副部长、中央文明办主任，继续兼任中央政策研究室副主任至2020年。2018年5月24日，兼任国家电影局局长。
王晓晖任中共中央宣传部常务副部长期间，多次出席国务院新闻办公室发布会，就中共重大方针政策进行解读。2018年1月，王晓晖还以中宣部常务副部长的身份率十九大精神对外宣介团应邀访问了埃塞俄比亚、肯尼亚、英国等国家。

### 四川省
2022年4月22日，王晓晖首次离开中央宣传部到地方工作，接替彭清华担任中共四川省委书记。2022年5月18日，不再兼任国家电影局局长职务。2023年1月15日，当选四川省人民代表大会常务委员会主任。